# 왕순 (수영 선수)
왕순(중국어 간체자: 汪顺, 정체자: 汪順, 병음: Wāng Shùn, 한자음: 왕순, 1994년 2월 11일~)은 중화인민공화국의 수영 선수로 주 종목은 개인혼영이다. 2020년 하계 올림픽 남자 개인혼영 200m 종목에서 금메달을 획득했으며 2016년 하계 올림픽 남자 개인혼영 200m 종목에서 동메달을 획득했다. 그는 올림픽 남자 200m 개인혼영에서 금메달을 획득한 최초의 아시아 선수이다. 또한 세계 선수권 대회에서 동메달 4개, 세계 쇼트 코스 선수권 대회에서 금메달 2개와 동메달 1개, 아시안 게임에서 메달 5개(금 1개, 은 2개, 동 2개)를 획득했다.

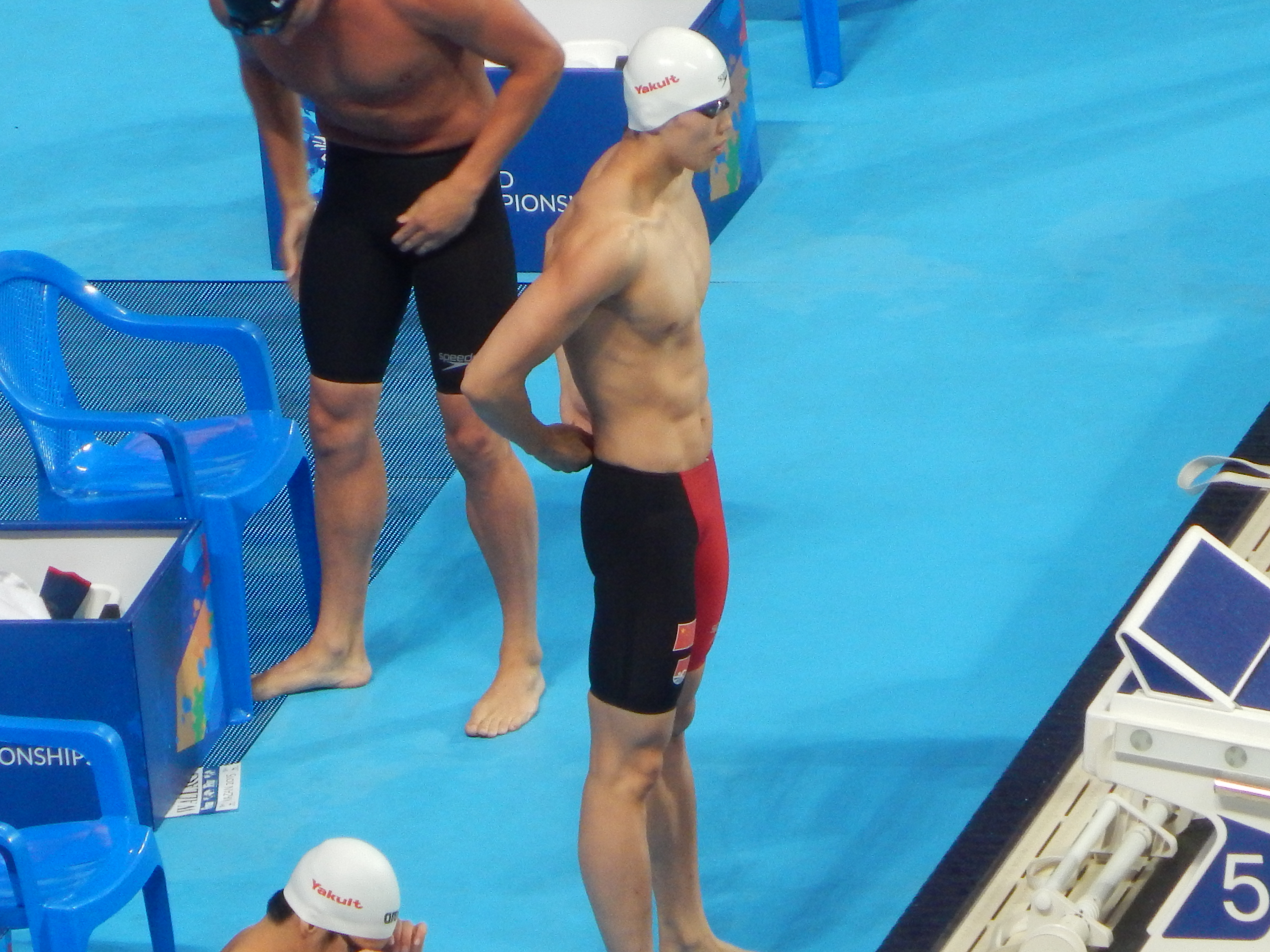
2015년 세계 선수권 대회 당시의 왕순